# Julia Daudet
Pour les articles homonymes, voir Daudet.
Julia Allard, épouse Daudet, née le 13 juillet 1844 et morte le 23 avril 1940, est une femme de lettres, poétesse et journaliste française, femme et collaboratrice d'Alphonse Daudet, mère de Léon Daudet, Lucien Daudet et Edmée Daudet.

## Biographie

### Famille
Julia Allard est la fille de petits industriels du Marais qui aiment la littérature et cultivent la poésie.
Son père Jules René Allard, originaire de Pontivy, dirige une fabrique d’appareils de chauffage à Paris. Il est condamné à six mois de prison en 1839, pour impressions clandestines d’un numéro du Moniteur Républicain.
Sa mère Léonide Navoit est la fille d'un instituteur qui a fait fortune en fondant un cabinet de généalogie. Acquéreur, en 1842, d'un château à Vigneux, il en devient le maire. René et Léonide se marient en 1843 et publient ensemble un recueil de vers Les marges de la vie.
Leur emboitant le pas, Julia, toute jeune, dès 17 ans, publie elle aussi un recueil de poèmes, sous le nom de plume Marguerite Tournay, patronyme de sa grand-mère maternelle ; elle en publie d'autres dans la revue L’Art.

### Alphonse
Le 29 janvier 1867, elle épouse Alphonse Daudet qui dira : « Pas une page, qu'elle n'ait revue ou retouchée ». Ils auront trois enfants Léon, Lucien et Edmée.
Le couple séjourne à Vigneux ; plus tard, à Champrosay sur la commune de Draveil. Ils y reçoivent des amis écrivains.
Julia reçoit aussi à Paris, lors de ses célèbres jeudis, écrivains, poètes et musiciens comme Edmond de Goncourt, Hélène Vacaresco, Maurice Barrès, Émile Zola, Édouard Drumont, Rosemonde Gérard-Rostand, Guy de Maupassant, Ernest Renan, Arthur Meyer, Léon Gambetta, Rachilde, Jean Cocteau, Reynaldo Hahn etc.

### Carrière littéraire
Elle collabore à diverses revues, et au Journal officiel comme critique littéraire sous le pseudonyme de Karl Steen ; mais aussi à des œuvres caritatives (Croix-Rouge, Petits lits blancs, etc. ; et au Comité du vieux Paris pour la protection des monuments parisiens.
Membre du jury Fémina, Julia, après la mort d'Alphonse en 1897, retourne à Champrosay. En 1913, par l'intermédiaire de son fils Lucien Daudet, qui est un grand ami de Marcel Proust, elle est une des premières lectrices du manuscrit de À la recherche du temps perdu. Elle est immédiatement subjuguée par le texte et encourage l'auteur à persévérer, Marcel Proust doutant réellement de son talent d'écrivain (le roman vient d'être refusé par tous les éditeurs). En 1922, elle est chevalière de la Légion d'honneur. Elle meurt à l'âge de 95 ans dans son château de Chargé (37), en 1940.
Au cimetière du Père Lachaise, dans la chapelle funéraire d'Alphonse Daudet, sur la plaque qui lui est dédiée, on lit :
Mme Alphonse DAUDET
Née Julia Rosalie Céleste ALLARD
Chevalier de la Légion d'Honneur
Née à Paris Le 13 juillet 1844
Décédée en son château de La Roche Chargé. (Indre et Loire)
Le 23 Avril 1940.

## Distinctions
- Chevalière de la Légion d'honneur (1922)

## Œuvres
[réf. incomplète]
- L'Enfance d'une Parisienne, 1883 (BNF 34156586, lire en ligne sur Gallica)
- Enfants et Mères…, Alphonse Lemerre, éditeur, 1889 (BNF 30302901)
- Poésies, Alphonse Lemerre, éditeur, 1895 (BNF 30302908)
- Reflets sur le sable et sur l'eau, Alphonse Lemerre, éditeur, 1903 (BNF 30302909)
- Miroirs et Mirages, Fasquelle, 1905 (BNF 30302905, lire en ligne sur Gallica)
- Au bord des terrasses : poésies, Paris, Alphonse Lemerre, éditeur, 1906 (lire sur Wikisource)
- Souvenirs autour d'un groupe littéraire, 1910. (lire en ligne)
- Souvenirs de Parisiennes en temps de guerre recueillis par Mme Camille Clermont. (Mme Alphonse Daudet. Mme Andrieu, sous-préfète de Soissons. Duchesse d'Uzès. Mme Suzanne Dejust-Defiol. Mlle A. Dyvrande. Mme René Acollas. Mme A. Guerquin d'Auriac. Mlle Hélène Vacaresco. Mme M.-L. Dromart. Mlle M. Pattez. Mme Lola Noyr. Mme L. Dorliat. Une Mimi Pinson.) (préf. Maurice Donnay), Paris, Berger-Levrault, 1918, 235 p.[11]
- Lumières et Reflets, Alphonse Lemerre, éditeur, 1920 (BNF 31996745, lire en ligne sur Gallica)